# Moluchacris
Moluchacris is een geslacht van rechtvleugeligen uit de familie Tristiridae. De wetenschappelijke naam van dit geslacht is voor het eerst geldig gepubliceerd in 1942 door Rehn.

## Soorten
Het geslacht Moluchacris omvat de volgende soorten:
- Moluchacris cinerascens Philippi, 1863
- Moluchacris laevigata Cigliano, 1989
- Moluchacris nigripes Cigliano, 1989
- Moluchacris obesa Philippi, 1863